# غيمبناخ
غيمبناخ (بالألمانية: Gempenach) هي قرية وبلدية سابقة تقع في كانتون فريبورغ بـسويسرا. اعتبارًا من 1 يناير 2021، اندمجت غيمبناخ إداريًا مع بلدية مور.

## الجغرافيا
كانت غيمبناخ تغطي مساحة قدرها حوالي 2.85 كيلومتر مربع على ارتفاع 511 مترًا فوق مستوى سطح البحر. تقع في منطقة مور وتحيط بها مناظر طبيعية زراعية وغابات.

## السكان
حتى ديسمبر 2019، بلغ عدد سكان غيمبناخ 229 نسمة. تشتهر المنطقة بكونها ناطقة بالألمانية ضمن كانتون فريبورغ.

## الاندماج
في إطار جهود الحكومة السويسرية لتعزيز كفاءة الإدارة المحلية، اندمجت غيمبناخ مع بلدية مور في 1 يناير 2021، ما جعلها جزءًا من هذه البلدية الأكبر.